# Schizostachyum funghomii
Schizostachyum funghomii är en gräsart som beskrevs av Mcclure. Schizostachyum funghomii ingår i släktet Schizostachyum och familjen gräs. Inga underarter finns listade i Catalogue of Life.